# Eskemosegård
Eskemosegaard eller Eskemosetorp, som den oprindeligt blev kaldt, var et gods som lå i Birkerød Sogn, Lynge-Kronborg Herred, Frederiksborg amt. Eskemosegaard lå med sine jorder ud mod Sjælsø.
Gården var i 1898 på 24 tønder hartkorn, 312 tønder land, deraf 31 skov og 18 rørskær. Den havde en mølle og i skoven en jernholdig kilde.

## Historie
Gården første kendte ejer er Fru Anne Rønnow, ifølge overleveringen ”en rænkefuld kvinde” der døde år 1572 som enke efter Johan Urne til Rygaard og Engestofte. Hun efterlod Eskemosegaard til sin datter Mette, som i 1575 giftede sig med en skotsk adelsmand ved navn Alexander Durham, der antagelig kom til Danmark under syvårskrigen og som kaptajn stod i spidsen for en afdeling af sine landsmænd i dansk sold Efter freden var han knyttet til kongens hofstat og tjente fra 1573 ved flåden som skibshovedsmand og admiral, indtil han i begyndelsen af 1600 i Christian IV's følge på togtet til Nordkap døde af et slagtilfælde.
Durham og hustrue tilskødede i 1587 kongen mod en forlening på bøndergods i Norge Eskemosegård, hvorefter denne blev lagt ind under Hørsholm og var fæstegård. I den ældste matrikel stod Eskemosegård for Hartkorn, ager og eng af 11 Tdr. 6 Skpr. Og havde et tilliggende af omkring 165 Tdr. Ld. inddelt i tre vange, Birkerød-, Nørre- og Lille vang.
I 1672 var den bortfæstet til bonden Jørgen Saxesen for en årlig landgilde af 1 pund rug, et halvt pund byg, en halv tønde smør, 1 lam, 1 gås, 2 høns og 20 æg.
Ved fæstebrev af 1698 overdrog amtmanden over Københavns Amt på kongens vegne den hidtil af sognefoged Jens Pedersen beboede gård, til sekretær og senere kommitteret i Rentekammeret, etatsråd Niels Leth og hustru Anna Kristine West. Da Anna Kristine døde i 1719 som enke, var bygningerne vurderet til 1338 Rdlr. Hovedbygningen med tilhørende ret betydelige have beboedes da som sommeren af gehejmeråd Johan Georg Holstein, som dog fraflyttede på grund af husets brøstfældighed. Gården var for avlingens vedkommende bortfæstet til en Jens Thøgersen, der døde i 1723. Enken, en datter af Københavns præsident, konferensråd Johannes Christensen Meller, overdrog 1727 Eskemosegård til Kronprins Christian, der lagde den ind under Hørsholm Hovedgård, den havde på den tid en stor have med en mængde frugttræer.
Et par år efter 1727 havde tronfølgeren her sin jagtetat, bestående af overjægeren og jægerdrenge, der opretholdt en meute på 64 hunde, derefter blev gården bolig for skovrideren på Hørsholm Gods. I 1759 lod enkedronning Sophie Magdalene, der da var indehaver af Hørsholm Amt, Hovedgården og Eskemosegård stille til auktion som et led i de landboreformer, hun efter grev Stolbergs råd påbegyndte. Gården beboedes derefter af hendes skovrider indtil dennes død i 1769.
Eskemosegård kom endnu en gang på auktion og den blev købt af dronningens kabinetssekretær og kasserer, etatsråd Christian Friedrich Walther, senere konferensråd og kæmmerer ved Øresundstolden. I 1785 blev gården købt af major, landinspektør Bernt Orning von Steuben, der forlod sin hustrue Susanne Christensdatter efter 13 års ægteskab for at leve sammen med enke efter gehejmeråd Theodor Holmskiold.
Eskemosegård ejedes i 1794 af svenske Major von Meck, der ved den store Rentekammer-auktion over Fiskedammen købte Langemosedam. Efter dens tørlægning i 1838 blev dammen med sin tørvemasse ejendommes fornemste indtægtskilde. Alene i tiåret 1848- 58 indbragte den over 80.000 Rdlr. Meck solgte gården til Anton Nebbe Rosted, hvis enke Helene Cathrine Koefoed i 1804 giftede sig med premierløjtnant Joachim Frieboe. Efter hans død kom Eskemosegård i 1809 til grosserer Frederik Ludolf Gustmeyer.
I 1823 under landbrugskrisen købtes gården for 24.000 Rdlr. sølv af kammerherre, oberst Johan Hartvig Ditlev von Zepelin, der beholdt den indtil 1843. Zepelin fik i 1825 tilladelse til at inddrage til agerland 23 Tdr. Ld. Fredskov, hvis træbestand for størstedelen var væltet i en voldsom storm i 1822; han skulle dog tilplante et tilsvarende areal på Ravnsnæsjorder i stedet for inden for en periode på fem år.
Fra 1848 var Eskemosegård ejet af cand.jur. Michael Gustav Smith, senere jægermester og besidder af Rudbjerggård. Han købte gården for 82.000 Rdlr. Og mageskiftede den i 1857 imod gården Skönsbäck ved Ystad til Peter Vilhelm Madelung, der i 1876 solgte Eskemosegård til den tidligere ejer af Esromgård Johan Christ. Carl Schmidt for 300.000 kroner. Ejendommen med underliggende damme og parceller udgjorde da et areal af o. 318 Tdr. Ld. Ager, eng, skov og mose, skyldsat for Hartkorn, ager og eng af 20 Tdr. 7.Skpr.
I 1884 afstod Johan Christian Carl Schmidt Eskemosegård til sønnen Carl Edvard Rotdvitt Schmidt, der beholdt gården i en længere årrække. I nogle år før og efter århundredeskiftet var driften på Eskemosegård ejendommelig derved, at proprietær Schmidt forsøgte at erstatte det lidt lønnede malkekvæghold med fårehold, navnlig var dette baseret på produktion af tidlige lam, hvoraf en stor del blev solgt til gunstige priser på Københavns Kvægtorv i årets første måneder; de 150 – 160 moderfår gav godt 200 Lam årligt. Som følge af fåreholdet var ikke mindre end en fjerdel af gården areal i disse år inddelt i folde og udlagt til vedvarende græsning.
Efter Carl Edvard Rotdvitt Schmidt havde Eskemosegård forskellige ejere, i 1916 ejedes den af proprietær Folkenberg, der solgte den til grosserer Zøylner, i dennes tid blev der ofret en del på gården og Zøylner byggede en ny hovedbygning i 1917, en toetages bygning i palæstil, med moderne indretning, af ham købte den kendte landmand Niels Porse Eskemosegård. Han frasolgte i 1930'erne en del mindre arealer.
Gårdens sidste bygninger blev nedrevet i 1980'erne.